# لینوس پاولینگ
لینوس کارل پاولینگ (به انگلیسی: Linus Carl Pauling) (زادهٔ ۲۸ فوریهٔ ۱۹۰۱ – درگذشتهٔ ۱۹ اوت ۱۹۹۴) دانشمند، فعال صلح، شیمیدان، نویسنده و استاد دانشگاه اهل ایالات متحده آمریکا بود.
او دارای بیش از ۱۲۰۰ مقاله و کتاب است که بیش از ۸۵۰ مورد از آن‌ها در زمینه مباحث علمی می‌باشد. هفته‌نامهٔ نیو ساینتیست، از او به عنوان یکی از ۲۰ دانشمند برتر تمام دوران، یاد می‌کند و تا سال ۲۰۰۰ او در بین تأثیرگذارترین دانشمندان در تاریخ رتبه ۱۶ را کسب کرده است. پائولینگ از بنیانگذاران شیمی کوانتومی و زیست‌شناسی مولکولی می‌باشد. پائولینگ دو بار برندهٔ جایزهٔ نوبل شد: یک بار شیمی در سال ۱۹۵۴ و یک بار صلح در سال ۱۹۶۲.
او به همراه ماری کوری، جان باردین و فردریک سنگر، چهار فردی هستند که موفق به دریافت دو جایزه نوبل شده‌اند. پائولینگ تنها فردی است که دو جایزه نوبل را به صورت انفرادی (و بدون اشتراک با دیگری) کسب کرده است. پس از ماری کوری، او دومین فردی است که موفق به دریافت دو جایزهٔ نوبل در دو زمینه متفاوت شد.
مقیاس پاولینگ در الکترونگاتیوی به نام او نامیده شده است.
دو سال پیش از مرگش، دایسوکه ایکیدا فیلسوف بودایی، متن مکالمه خودش با پائولینگ را منتشر نمود که در آن پائولینگ بی‌خدایی خود را اظهار کرده بود.
در سال‌های پایانی زندگی‌اش اقدام به معرفی مگا ویتامین‌های درمانی و مکمل‌های غذایی، به ویژه اسید اسکوربیک (معروف به ویتامین سی) کرد که هیچ‌یک از این اقدامات پایانی وی مورد تأیید جامعهٔ پزشکی و علمی قرار نگرفت.

## نگارخانه

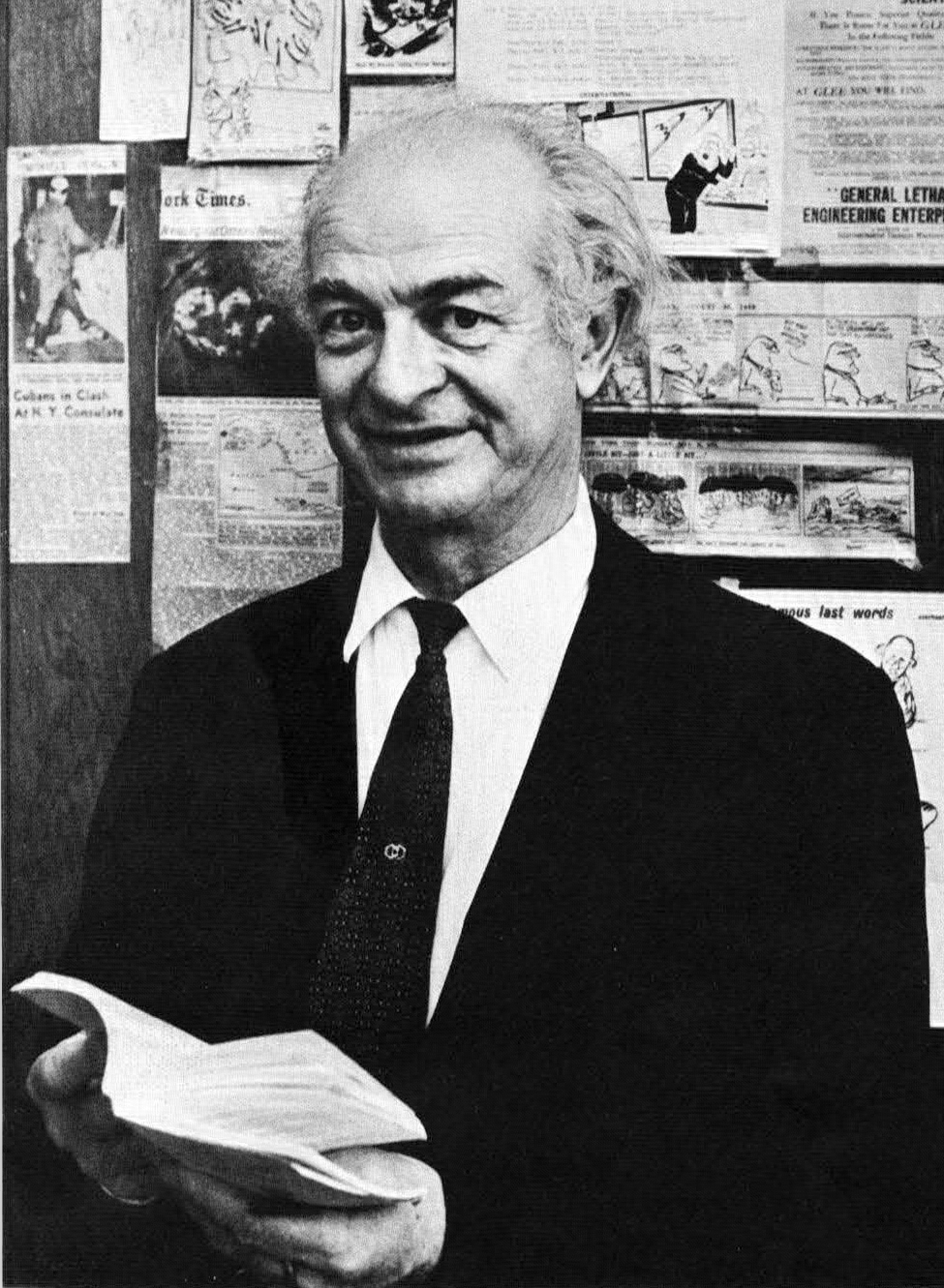
1964
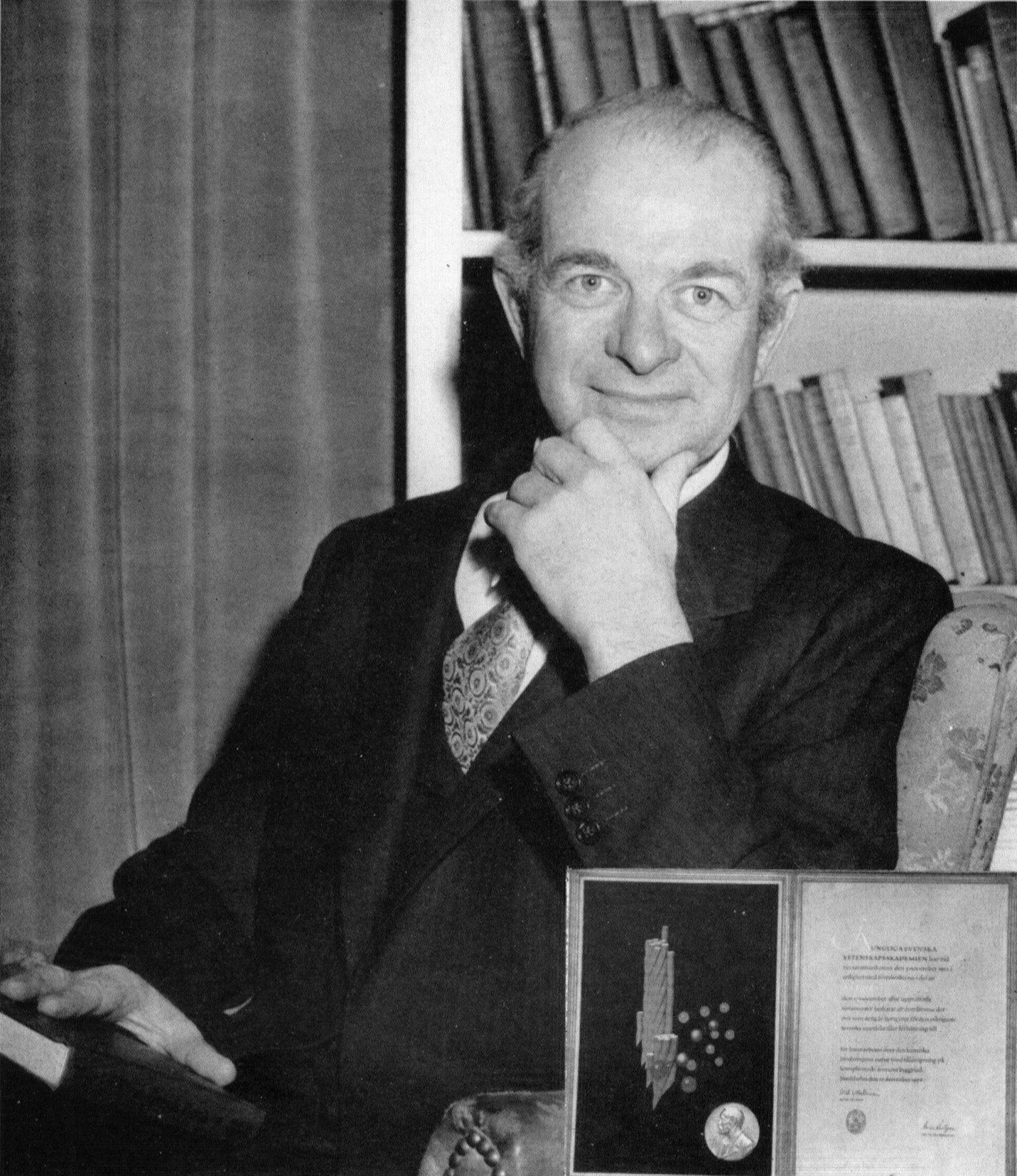
1955